# Campo de Tiro de Alcochete
Campo de Tiro de Alcochete ist ein militärisches Übungsgelände der portugiesischen Luftwaffe. Die Força Aérea Portuguesa nutzt dieses Gelände zum Training militärischer Übungen und Operationen als Luftwaffenschießplatz.
Es befindet sich im Großraum Margem Sul do Tejo, rund 16 Kilometer östlich vom namensgebenden Ort Alcochete, und hat eine Gesamtfläche von rund 7.600 Hektar. In Bezug auf die Fläche ist es die größte militärische Einrichtung dieser Art in Europa. Die Anlage ist im Besitz des Ministério da Defesa Nacional, wird jedoch durch die Luftwaffe verwaltet.

## Geschichte
Campo de Tiro (kurz: CT), im Sedimentbecken des Tejo gelegen, wurde durch ein königliches Dekret vom 24. März 1904 als ein Artillerie-Schießplatz erstellt. Seit diesem Zeitpunkt wurden dort zahlreiche Einrichtungen und Nebengebäude durch die Armee errichtet. Am 26. Februar 1993 mit Dekret DL 51/93 wurde die Luftwaffe Hauptnutzer der Anlage. Die CT hatte zunächst eine Fläche von rund 1.680 Hektar und wurde in der Zeit von 1985 an auf 7.539 Hektar und mehrere Schießstände erweitert. Diese riesige Fläche beinhaltet auch ein großes Waldgebiet mit Korkeichen und Kiefern mit einer artenreichen Tierwelt. Innerhalb des Geländes befindet sich der Militärflugplatz Campo de Tiro, eine asphaltierte Start- und Landebahn mit Nord-Süd-Ausrichtung. Die RWY 01/19 hat eine Länge von rund 1100 Metern. 
Am 8. Mai 2008 wurde offiziell bekannt gegeben, dass auf dem Gelände des Campo de Tiro der neue Verkehrsflughafen, Projektbezeichnung NAL der portugiesischen Hauptstadt Lissabon errichtet werden soll.